# 1948–1953-as Európa-kupa
Az 1948–1953-as Európa-kupa az Európa-kupa történetének ötödik kiírása volt. A sorozatban Ausztria, Csehszlovákia, Magyarország, Olaszország és Svájc válogatottjai képviseltették magukat. 
A kupát a magyar labdarúgó-válogatott nyerte el, története során első alkalommal.

## A végeredmény
| Csapat        | M | Gy | D | V | Rg | Kg | Át   | P  |
| ------------- | - | -- | - | - | -- | -- | ---- | -- |
| Magyarország  | 8 | 5  | 1 | 2 | 27 | 17 | 1.59 | 11 |
| Csehszlovákia | 8 | 4  | 1 | 3 | 18 | 12 | 1.50 | 9  |
| Ausztria      | 8 | 4  | 1 | 3 | 15 | 19 | 0.79 | 9  |
| Olaszország   | 8 | 3  | 2 | 3 | 10 | 9  | 1.11 | 8  |
| Svájc         | 8 | 0  | 3 | 5 | 12 | 25 | 0.48 | 3  |

## Kereszttáblázat
|               | AUS | CSE | MAG | OLA | SVÁ |
| ------------- | --- | --- | --- | --- | --- |
| Ausztria      | XXX | 3-1 | 3-2 | 1-0 | 3-3 |
| Csehszlovákia | 3-1 | XXX | 5-2 | 2-0 | 5-0 |
| Magyarország  | 6-1 | 2-1 | XXX | 1-1 | 7-4 |
| Olaszország   | 3-1 | 3-0 | 0-3 | XXX | 2-0 |
| Svájc         | 1-2 | 1-1 | 2-4 | 1-1 | XXX |

## Díjak
| 1948–1953-as Európa-kupa bajnoka: |
| --------------------------------- |
| MAGYARORSZÁG 1. cím               |

## Gólszerzők
| 10 gólos - Puskás Ferenc 7 gólos - Deák Ferenc 4 gólos - Otto Hemele - Emil Pažický 3 gólos - Karl Decker - Ernst Melchior - Szusza Ferenc - (angolul) |